# 데릭 허프
데릭 허프(Derek Hough, 1985년 5월 17일~)는 미국의 배우, 댄서, 안무가, 가수이다.

## 출연 작품
- 헤어스프레이 라이브! (2016)
- 메이크 유어 무브 (2014)
- 스타와 춤을 (2005)
- 지미 키멜 라이브! (2003)
- 해리 포터와 마법사의 돌 (2001)